# Crivda, Cetatea Albă
Crivda (în ucraineană Сухолужжя, transliterat: Suholujjea) este un sat în comuna Mologa din raionul Cetatea Albă, regiunea Odesa, Ucraina.

## Demografie
Componența lingvistică a localității Crivda
     Ucraineană (92,72%)
     Rusă (5,15%)
     Alte limbi (1,15%)
Conform recensământului din 2001, majoritatea populației localității Crivda era vorbitoare de ucraineană (92,72%), existând în minoritate și vorbitori de rusă (5,15%).